# 元通黃氏宗祠
元通黃氏宗祠位於四川省成都市崇州市，文物遺址年代判定為1934年。2007年6月1日公佈為四川省第七批文物保護單位。